# Embelia gracilenta
Embelia gracilenta är en viveväxtart som beskrevs av Spencer Le Marchant Moore. Embelia gracilenta ingår i släktet Embelia och familjen viveväxter. Inga underarter finns listade i Catalogue of Life.